# Walter Ball
Walter Ball († 8. Dezember 1598) war ein irischer Politiker und von 1580 bis 1581 Bürgermeister von Dublin.

## Leben
Walter Ball war der älteste Sohn von Bartholomew Ball und Margaret Bermingham. 1572 war er Sheriff von Dublin und 1573 wurde er zum Ratsherrn gewählt. Anders als seinen Eltern bedeutete ihm der katholische Glauben nicht viel und er konvertierte zum Anglikanismus, um seine politischen Ambitionen zu verbessern. Ball wollte nämlich in die Fußstapfen seines Vaters treten und ebenfalls Bürgermeister von Dublin werden. Dazu war es nötig dem katholischen Glauben abzuschwören und die Suprematsakte anzuerkennen. Seine Mutter war sehr bestürzt, als sie von seinen Plänen erfuhr und versuchte ihn umzustimmen. Doch keiner der Bischöfe, Priester oder Gelehrten, die sie zu Hilfe nahm, konnte ihn davon überzeugen, seine politischen Ambitionen zu Gunsten seines Seelenheils aufzugeben. Dies führte zu einer nachhaltigen Entfremdung zwischen den beiden. 1577 wurde er zum Commissioner for Ecclesiastical Causes ernannt. Margaret Ball lud ihren Sohn jedoch öfter ein, sodass er mit Bischöfen und Priestern, die dort Zuflucht suchten, in Kontakt kam. Margaret Ball hatte die Hoffnung, ihn so zur Rekonversion zu bewegen. Diese Treffen führten jedoch auch dazu, dass Walter in den Besitz von Informationen über von den Behörden gesuchte Kleriker gelangte.
Kurz nach seiner Ernennung zum Bürgermeister von Dublin 1580 ließ er seine Mutter und ihren Kaplan verhaften. Grund dafür war die Beherbergung von Klerikern und das Halten von Messen. Sie wurde in Dublin Castle eingesperrt wurde und verbrachte dort den Rest ihres Lebens. Sein Bruder Nicholas wurde 1582 ebenfalls Bürgermeister von Dublin, konnte daran jedoch nichts ändern, da Walter immer noch Commissioner for Ecclesiastical Causes war und somit mehr Einfluss hatte.
Aus seiner Ehe mit Eleanor Ussher († 1613), Tochter des Dubliner Ratsherren Robert Ussher, hatte er mindestens vier Kinder, darunter Robert Ball († 1635), der 1604/05 und 1609/10 Bürgermeister von Dublin wurde. 